# حباريات خطافيات الشكل
حباريات خطافيات الشكل (الاسم العلمي Onychoteuthidae)، فصيلة حيوانات من الرخويات رأسيات القدم ورتبة الحباريات القاعية. أعطانها جميع بحار العالم ما عدى المحيط المتجمد الشمالي. انواعه في الوقت الحالي تراوح بين 20 و25 وأجناسه بين الستة والسبعة.

## وصلات خارجية
- Tree of Life: Onychoteuthidae

قالب:CephBase Family
- Onychoteuthidae discussion forum at TONMO.com
- Laptikhovsky, V.; Arkhipkin, A.; Bolstad, K.S. 2008. A second species of the squid genus Kondakovia (Cephalopoda: Onychoteuthidae) from the sub-Antarctic. نسخة محفوظة 3 فبراير 2013 at Archive.is